# Кёнен, Генрих
Ге́нрих Кёнен (нем. Heinrich Koenen; 12 мая 1910, Кёнигсберг — февраль 1945, Заксенхаузен) — инженер, антифашист, советский разведчик. Сын Вильгельма Кёнена.

## Биография
Генрих родился в семье постоянного корреспондента социал-демократической газеты, а позже депутата от КПГ в рейхстаге и в прусском ландтаге Вильгельма Кёнена и его жены Марты, урождённой Фридрих. Старший сын в семье.
Изучал машиностроение в Высшей технической школе Берлина. Член Коммунистического союза молодежи в Германии и Коммунистического союза студентов.
В 1933 году эмигрировал через Данию и Швецию в СССР. Работал в Москве в качестве инженера в автомобильном и тракторном институте.
2 декабря 1936 года лишён германским правительством немецкого гражданства и в 1940 году принял советское гражданство. В 1941 году заканчивал спецкурсы Красной Армии с целью нелегальной работы в Германии.
23 октября 1942 года был выброшен с парашютом близ Остероде. 29 октября 1942 года прибыл в Берлин и попытался установить связь с Ильзой Штёбе, но это ему не удалось, так как она была уже арестована. На её квартире в Шарлоттенбурге, Аорналле 48. его встретили агенты гестапо, которые поджидали его там в засаде. Был доставлен в Центральный штаб гестапо на Принцальбрехтштрассе, 8. Судебного процесса не было. Содержался в концлагере Заксенхаузен, где был расстрелян в феврале 1945 года.